# 1347
Cette page concerne l'année 1347  du calendrier julien. Pour l'année 1347 av. J.-C., voir 1347 av. J.-C.
L'année 1347 est une année commune qui commence un lundi.

## Événements
- 25 mai : prise du port d'Ayas, en Arménie cilicienne par les Mamelouks d'Égypte[1].
- 3 août : le sultanat des Bahmanî du Deccan est fondé dans le sud de l'Inde. Le général Türk Hasan Zafar Khan est couronné sultan des Bahmanî sous le nom de 'Alâ' al-Dîn Hasan Baham Shâh[2]. Il se révolte contre Muhammad bin-Tughlûq et fonde à Gulbarga (Mysore), dans le Deccan, la dynastie indomusulmane des Bahmanî (fin en 1527). Sous ses successeurs, le territoire sera agrandi de Golconde, mais des tensions apparaîtront entre les immigrés arabes, turcs ou iraniens, connus sous le nom de Afâqis, et les Musulmans indigènes, ou Dakhinîs.
- 15 septembre : prise de Tunis par le royaume mérinide du Maroc[3].

- Début du règne du gengiskhanide Tughluk Timur (en), khan du Mogholistan (fin en 1363). Il se convertit à l’Islam et se fait reconnaître de l’émir turc de Transoxiane Kazgan (1347/1357) et consolide le Mogholistan[4].
- Création du royaume de Taungû en Birmanie[5].

### Europe
- 3 février, Empire byzantin : Jean Cantacuzène, aidé des Turcs et des Serbes prend Constantinople, chasse la régente Anne de Savoie soutenue par les Bulgares et se fait reconnaître empereur principal[6].

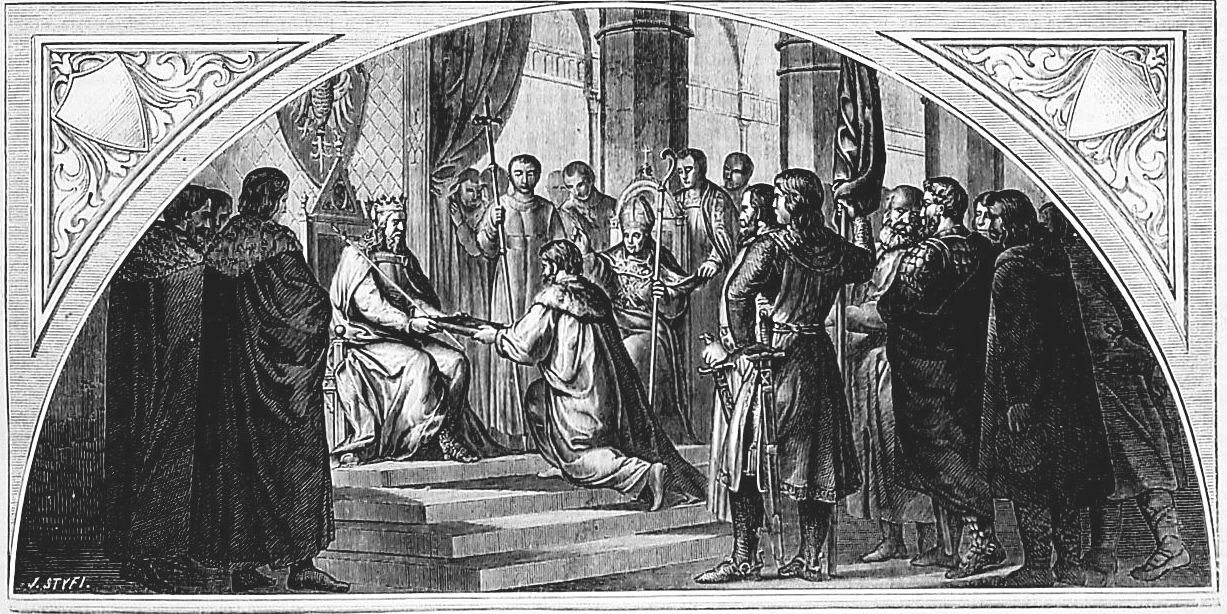
8 mars : Casimir III de Pologne signe les Statuts de Wiślica

- 8 mars : statuts de Wiślica, qui réforment la législation polonaise[7]. Ils créent un jus Polonicum qui désigne les nobles comme les représentants de la nation polonaise, c’est-à-dire de l’ensemble de la population. Casimir III de Pologne les utilise pour occuper les postes de gouverneurs (starosta) qui deviendront la base de l’administration polonaise.
- 13 mai : couronnement de Jean VI Cantacuzène, empereur byzantin usurpateur (règne jusqu'en 1355)[6].
- 20 mai, Pentecôte : à Rome, le notaire Cola di Rienzo monte au Capitole et se fait proclamer tribun par le peuple, groupé derrière lui contre la grande noblesse[8]. Il établit une nouvelle constitution. Il jouit de pouvoirs dictatoriaux qui lui permettent de rétablir l’ordre. Il chasse les nobles de Rome (Orsini, Colonna) et obtient en août la soumission à la république de nombreuses villes d’Italie.
- Mai : Grégoire Palamas devient archevêque de Thessalonique[9].
- 18[10] ou 20 juin[11] : bataille de la Roche-Derrien. Thomas Dagworth fait prisonnier Charles de Blois (fin en 1356).
- 24 juin : traité de Mariembourg. Les Teutoniques achètent l'Estonie au Danemark[12]. Conquête de la Courlande.
- 3 août : les Anglais s'emparent du port de Calais[13].
- 25 septembre : Gaston III de Foix-Béarn, comte de Foix, affirme dans un acte la souveraineté du Béarn[14] et sa neutralité dans le conflit opposant le roi de France au roi d'Angleterre (guerre de Cent Ans).
- 28 septembre[15] : troisième trêve dans la guerre de Cent Ans signée près de Calais avec la médiation du pape Clément VI (fin en 1356).
- Septembre : l’épidémie de peste noire, transportée par des bateaux génois venus de Caffa, atteint Messine, puis Gênes et Marseille (1er novembre) et se répand dans toute l’Europe[16]. Venise sera atteinte en juin 1348.
  - Selon la légende, lors d’une guerre entre le Khan de la Horde d'or Djanibeg et le comptoir génois de Caffa, des cadavres de pestiférés auraient été catapultés dans la ville. Le siège levé, les galères génoises quittent la ville et répandent l'épidémie en Europe occidentale[17].
- 3 novembre[18] : Louis Ier de Hongrie part de Buda pour une expédition militaire en Italie contre la reine Jeanne Ire de Naples (fin en 1348).
- 4 novembre : paix entre Jeanne de Naples et Louis Ier de Sicile. Les angevins de Naples reconnaissent à Louis la possession de la Sicile contre le paiement d'un cens annuel au Saint-Siège et une assistance militaire. Le pape ne reconnait pas le traité[19].
- 18 novembre : Jean de Marigny, évêque de Beauvais et chancelier du roi Philippe VI de Valois, jeune frère d'Enguerrand de Marigny, est nommé archevêque de Rouen[20].
- 13 décembre[21] : Zara est reprise par les Vénitiens au roi de Hongrie après deux ans et demi de siège.
- 15 décembre, devant la difficulté de ravitailler Rome et l’hostilité du pape, Cola di Rienzo est contraint de s’enfuir par le légat Bertrand de Deaulx, n’ayant pas su retenir la faveur du pape et du peuple, écrasé sous de lourds impôts[22]. S’ouvre une période de vacance du pouvoir (1347-1417), pendant laquelle les États pontificaux explosent en une série de seigneuries et de cités-États dont Ferrare, dominée par la famille d’Este ou Rimini par les Malatesta. Les grands nobles romains, Orsini et Colonna, se disputent le pouvoir dans une ville en pleine décadence.